# Shushi-Gaku
O neoconfucionismo Edo, conhecido em japonês como Shushi-Gaku (朱子學, shushigaku), refere-se às escolas de filosofia neoconfucionista que se desenvolveram no Japão durante o período Edo. O neoconfucionismo chegou ao Japão durante o xogunato Kamakura. A filosofia pode ser caracterizada como humanista e racionalista, com a crença de que o universo poderia ser entendido através da razão humana, e que cabia ao homem criar uma relação harmoniosa entre o universo e o indivíduo. O xogunato Tokugawa do século XVII adotou o neoconfucionismo como o princípio de controle social e a filosofia confucionista se firmou. Neoconfucionistas como Hayashi Razan e Arai Hakuseki foram fundamentais na formulação da filosofia política moderna dominante do Japão.

## História

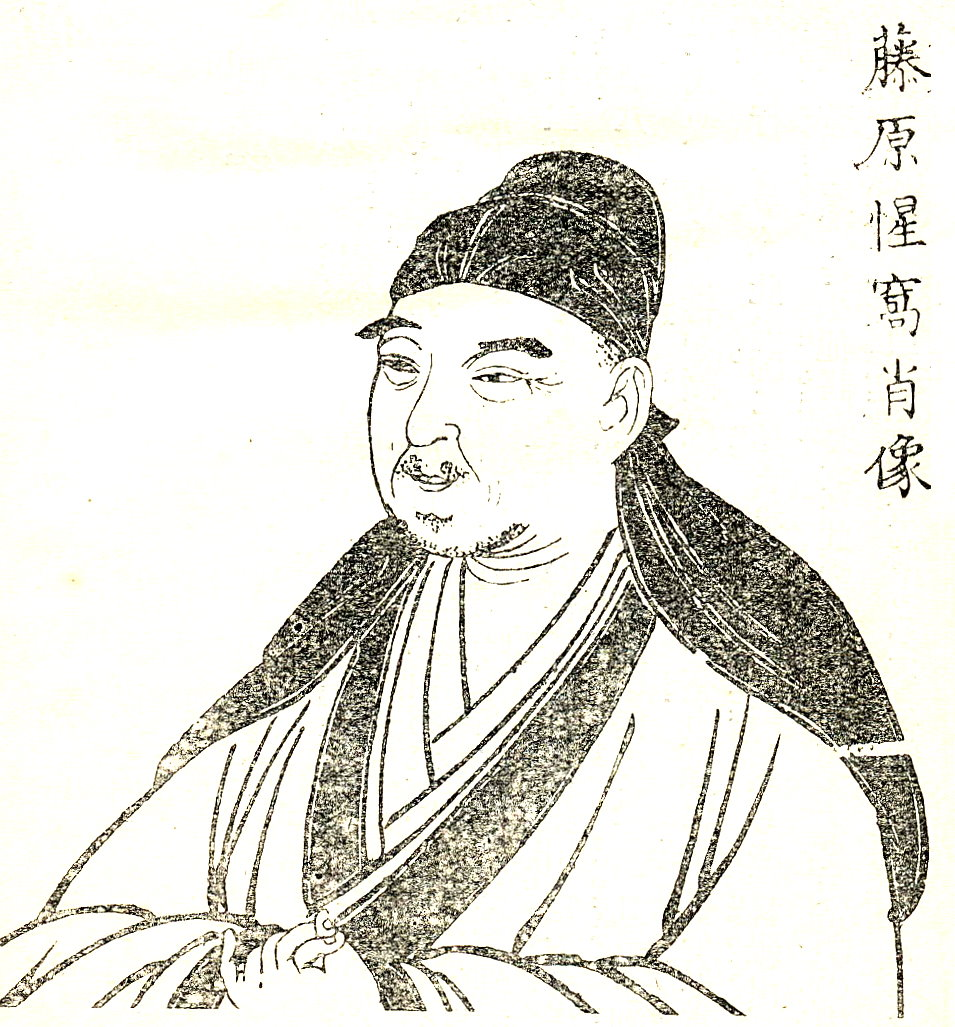
Fujiwara Seika do livro japonês 先哲像伝. Fujiwara foi um dos principais pioneiros do neoconfucionismo no Japão.

O neoconfucionismo tem suas origens na Dinastia Tang chinesa, sendo que os estudiosos confucionistas Han Yu e Li Ao são vistos como antecessores dos neoconfucionistas da dinastia Song. O filósofo da dinastia Song, Zhou Dunyi, é tido como pioneiro do neoconfucionismo, usando a metafísica taoísta como estrutura para sua filosofia ética. O neoconfucionismo desenvolveu-se tanto como um renascimento das ideias confucionistas tradicionais quanto como uma reação às ideias do budismo e do taoísmo. Embora os neoconfucionistas denunciassem a metafísica budista, o neoconfucionismo tomou emprestado terminologia e conceitos taoístas e budistas.
O neoconfucionismo foi trazido para o Japão durante o final do xogunato Kamakura. Foi difundido como educação básica para monges em treinamento e outros da rede de templos Zen do Sistema das Cinco Montanhas (Gozan) enquanto sua teoria era completada por anotações trazidas pelo monge Yishan Yining, que visitou o Japão em 1299 da Dinastia Yuan, na forma da escola Cheng-Zhu do Neoconfucionismo. Além disso, o pensamento neoconfucionista derivou das obras de Cheng Yi, Cheng Hao e Zhu Xi, e da então ideologia ortodoxa da China e da Coréia. A ascensão do neoconfucionismo no Japão foi auxiliada pelo apoio estatal do governo Tokugawa, que encorajou o estabelecimento da ideologia secular nacional como método de fortalecer o domínio político sobre o país. A filosofia havia chegado no início do século XIV, mas o conhecimento dela era limitado aos mosteiros Zen, que viam o confucionismo como intelectualmente interessante, mas secundário ao Zen.
Três principais tradições de estudos neoconfucionistas desenvolvidos no Japão. O Shushigaku, baseado na escola chinesa do filósofo Zhu Xi, tornou-se a pedra angular da educação japonesa, ensinando como virtudes cardeais a piedade filial, a lealdade, a obediência e o sentimento de gratidão.
O neoconfucionismo é considerado como a ideologia dominante do período Tokugawa (1603-1867), que tem sido frequentemente interpretado no âmbito das teorias da modernização que consideram o crescimento do neoconfucionismo durante esse período como um movimento em direção ao pensamento racional e secular em contraste com as preocupações predominantemente espirituais e religiosas do budismo medieval
O pioneiro neoconfucionista japonês foi Fujiwara Seika, um ex-praticante zen interessado no pensamento confucionista, que acabou rejeitando as ideias zen para se tornar um dos principais defensores do neoconfucionismo no Japão. O aluno de Fujiwara, Hayashi Razan, serviu os shōguns Tokugawa, e através do patrocínio do estado estabeleceu a academia Shoheiko. Depois que o Edito Kansei estabeleceu o neoconfucionismo como a ideologia oficial do Japão, a academia Shoheiko tornou-se a principal autoridade na ortodoxia confucionista. Embora as escolas heterodoxas do neoconfucionismo tenham sido oficialmente proibidas, elas ainda persistiam no Japão. O filósofo japonês Toju Nakae é um desses casos, mais influenciado pelo heterodoxo Wang Yangming do que pelo ortodoxo Zhu Xi .
A influência do neoconfucionismo foi desafiada pela ascensão da escola filosófica Kokugaku nos séculos XVII e XVIII. Os defensores do Kokugaku argumentavam que os antigos japoneses eram melhores representantes das virtudes confucionistas do que os antigos chineses, e que deveria haver maior foco intelectual nos antigos clássicos japoneses e na religião indígena do xintoísmo.

## Filosofia
Como o confucionismo chinês e coreano, o neoconfucionismo Edo é uma filosofia social e ética baseada em ideias metafísicas. A filosofia pode ser caracterizada como humanista e racionalista, com a crença de que o universo poderia ser entendido através da razão humana, e que cabia ao homem criar uma relação harmoniosa entre o universo e o indivíduo.
Um caminho central no neoconfucionismo Edo é a escola do "princípio" (japonês: ri ). Está relacionado com a descoberta e prática de princípios e leis, e é representado predominantemente por Zhu Xi . Outra direção importante é a escola da "intuição" (japonês: shin ). Está associado à intuição e ação imediatas, surgindo do conhecimento espontâneo do certo e do errado, que é obtido por meio do autocultivo e conduzido pelo insight intuitivo inato. É encarnado principalmente por Wang Yangming e seus seguidores.
O racionalismo do neoconfucionismo contrasta com o misticismo do zen budismo anteriormente dominante no Japão. Ao contrário dos budistas, os neoconfucionistas acreditavam que a realidade existia e podia ser compreendida pela humanidade, mesmo que as interpretações da realidade fossem ligeiramente diferentes dependendo da escola do neoconfucionismo.
Os aspectos sociais da filosofia são hierárquicos com foco na piedade filial. Isso criou uma estratificação social confuciana na sociedade Edo que antes não existia, dividindo a sociedade japonesa em quatro classes principais: os samurais, vistos como o equivalente japonês dos mandarins chineses, no topo da hierarquia social, depois os agricultores, artesãos e comerciantes.
O neoconfucionismo também introduziu elementos de etnocentrismo no Japão. Como os neoconfucionistas chineses consideravam sua própria cultura o centro do mundo, os neoconfucionistas japoneses desenvolveram um orgulho nacional semelhante.

## Influências
O neoconfucionismo no período Tokugawa contribuiu para o desenvolvimento do bushido (código de guerreiros). A ênfase do neoconfucionismo no estudo dos clássicos chineses promoveu um senso de história entre os japoneses e, por sua vez, levou a um interesse renovado pelos clássicos japoneses e a um renascimento dos estudos xintoístas.
Muitas figuras históricas japonesas abordaram a importância e as influências do neoconfucionismo Edo. Mishima Yukio, por exemplo, escreveu o tratado "Doutrina Wang Yang-ming como uma filosofia revolucionária".